# オービニー＝シュル＝ネール
オービニー＝シュル＝ネール （Aubigny-sur-Nère）は、フランス、サントル＝ヴァル・ド・ロワール地域圏、シェール県のコミューン。県北部にある主要なまちであり、かつてベリーに含まれた自然区分上の地方であるソローニュとペイ＝フォールの境界にある。ネール川がコミューン内を横断する。

## 歴史
6世紀に既にオービニーはあった。

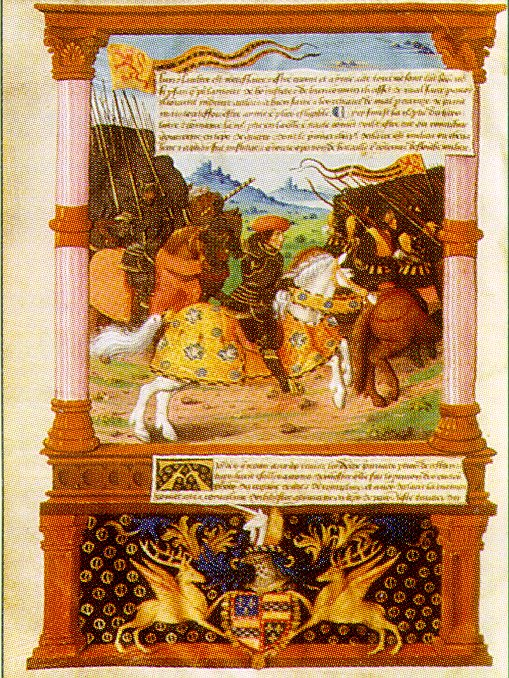
オービニー卿ロベール

1423年、シャルル7世はスコットランド貴族ジョン・ステュワート・オブ・ダーンリー（en）にオービニーを授けた。ジョン・ステュワート・オブ・ダーンリーは、百年戦争の間長期間の同盟関係を結んでいたスコットランド軍の最も位の高い指導者であった。
ジョンの孫ベローとロベールは、レオナルド・ダ・ヴィンチの同時代を生き、シュヴァリエ・バイヤール（fr）の友であった。彼らはオービニーとヴェルレリーの城を築いた。
1512年、ステュワート家のまちは大火にあった。継承者ロベールは、我々が今日目にしている美しい木組の住宅をつくる費用を出した。
ステュワート家に触発され、コルベールに規制された繊維産業と繊維貿易は、オービニーの評判を高めていた。
シェール県議であり国会議員であったジャック・フーシェは、ルイ16世の裁判において人々に死刑反対を訴えた。判決の日、彼は欠席した。
ブルトン人でチャールズ2世の愛妾、ルイーズ・ケルアイユはルイ14世によってオービニー領主の称号を得た。彼女はステュワート家の城を美化し、アンドレ・ル・ノートルに触発された美しい庭園を後世に残した。

## 人口統計
| 1962年 | 1968年 | 1975年 | 1982年 | 1990年 | 1999年 | 2006年 |
| ------ | ------ | ------ | ------ | ------ | ------ | ------ |
| 4569   | 5242   | 5468   | 5600   | 5803   | 5907   | 5775   |

参照元=

## 姉妹都市
- ハディントン、スコットランド
- フロト、ドイツ
- オックスフォード (ミシシッピ州)、アメリカ合衆国
- プロパナ、ルーマニア